# 94.ª edición de los Premios Óscar
La 94.ª edición de los Óscar, organizada por la Academia de las Artes y las Ciencias Cinematográficas, honró a las mejores películas estrenadas entre marzo y diciembre del 2021. Tuvo lugar en el Dolby Theatre de Los Ángeles, el 27 de marzo de 2022.
Durante la ceremonia se entregaron los Premios de la Academia, popularmente conocidos como los Óscar, en 23 categorías. Fue televisado en Estados Unidos a través del canal ABC, producida por Will Packer y conducida por las comediantes Regina Hall, Amy Schumer y Wanda Sykes. Fue la primera vez desde la 90.ª edición de los Premios de la Academia en 2018 en la que la ceremonia contó con anfitriones.

## Información de la ceremonia
Debido al impacto continuo de la pandemia de COVID-19 en el cine, los criterios de elegibilidad que fueron modificados para la 93.ª edición de los Premios de la Academia seguirán vigentes, como lo son los estrenos directos a formato digital y la flexibilidad adicional para las funciones teatrales en ciudades distintas a Los Ángeles. El período de elegibilidad finalizó normalmente el 31 de diciembre de 2021; debido a que en la edición anterior de los Premios de la Academia este período se pospuso para permitir una extensión de dos meses hasta fines de febrero de 2021, solo fueron elegibles las películas estrenadas desde el 1 de marzo de 2021. La lista de nominados se dio a conocer el 8 de febrero de 2022.
Como la Academia anunció en abril de 2020, a partir de la 94.ª entrega de los premios, la categoría a Mejor Película tendrá 10 nominados; desde el 2012 la Academia había estado utilizando un número variado de entre cinco y diez películas nominadas en dicha categoría, según el resultado del proceso de votación. Además, la cantidad mínima de música original requerida para la elegibilidad para competir por el Óscar en la categoría de Mejor Banda Sonora se redujo del 60% al 35% y la categoría a Mejor Canción fue limitada a cinco canciones por película. La categoría de Mejor Sonido obtiene por primera vez una ronda preliminar con 10 prenominados. Las preseleccionadas en las categorías de Mejor Cortometraje de Animación, Mejor Cortometraje Documental y Mejor Cortometraje de Acción Real fueron ampliadas de 10 a 15 películas. Como parte de las iniciativas ambientales, ya no se permite la distribución de tamices y otros bienes físicos; ahora se deben usar equivalentes digitales como el streaming.
En octubre de 2021, se contrató al productor de cine Will Packer para producir la ceremonia y Shayla Cowan, la jefa de personal de sus productoras, fue nombrada coproductora. También se confirmó que Glenn Weiss sería el encargado de dirigir la transmisión de los Óscar por séptima vez consecutiva. El 21 de diciembre de 2021, la Academia anunció las películas preseleccionadas (shortlists) en diez de las categorías más importantes.
El 11 de enero de 2022, Craig Erwich, presidente de Hulu Originals & ABC Entertainment, confirmó que la 94.ª edición de los premios la Academia tendría un anfitrión por primera vez después de cuatro años, el último encargado en dirigir la ceremonia fue Jimmy Kimmel en el año 2018, el formato de un anfitrión retornaría debido a la pérdida de audiencia en las dos últimas ediciones. Los actores Tom Holland, Pete Davidson, y los protagonistas de la serie Only Murders in the Building, Steve Martin, Martin Short, junto a la cantante Selena Gomez, fueron algunos de los principales candidatos de la Academia a obtener el puesto de anfitrión.  El 14 de febrero, se anunció que las anfitrionas de la ceremonia serían las comediantes Amy Schumer, Regina Hall y Wanda Sykes. 
El 9 de marzo de 2022, la Academia anunció a las personas encargadas de la producción de la ceremonia: el músico Adam Blackstone, quien se desempeñó como director musical del espectáculo de medio tiempo del Super Bowl LVI, se desempeñará como director musical, Taryn Hurd como productora de talentos, David Korins como diseñador de producción, Robert Dickinson como diseñador de iluminación y Rob Paine como productor supervisor. Dave Boone, Dana Eagle, Mitch Marchand, Suli McCullough , Agathe Panaretos, Danielle Schneider y Chuck Sklar serán los escritores, con Jon Macks como escritor principal. David Korins había colaborado anteriormente en la 91.ª edición de los premios.
La ceremonia contará con una banda interna compuesta por Blackstone, el baterista de Blink-182, Travis Barker, la cantante y percusionista Sheila E. y el pianista Robert Glasper, a quienes se unirá una orquesta sinfónica completa. DJ D-Nice y The Samples también actuarán en la ceremonia, con el primero confirmado para actuar en el Governors Ball.
El 16 de marzo de 2022, se anunció que la ceremonia también contaría con homenajes al 60 aniversario de la franquicia de James Bond y el 50.º aniversario de la película de 1972, El Padrino. Con el fin de atraer a los espectadores más jóvenes, el elenco de Encanto también aparecerá en la primera presentación en vivo de «We Don't Talk About Bruno» para capitalizar su éxito viral, a pesar de no haber sido presentada y nominada en la categoría de Mejor Canción Original.
La ceremonia se llevó a cabo el 27 de marzo de 2022 en el Dolby Theatre; se informó que la fecha había sido elegida para no coincidir con los Juegos Olímpicos de Invierno de 2022 en Beijing (que se realizarían del 4 al 20 de febrero de 2022) y el Super Bowl LVI (que se llevaría a cabo en la ciudad de Los Ángeles el 13 de febrero de 2022).

### Oscars Fan Favorite - Oscars Cheer Moment
Para coincidir con el tema de la ceremonia "Movie Lovers Unite", la Academia se asoció con Twitter para organizar el concurso "Oscars Fan Favorite", donde los usuarios de Twitter pudieron votar por su película favorita del año y su momento cinematográfico favorito, los dos con la mayor cantidad de votos serán reconocidos durante la transmisión. Los fanáticos pudieron votar por sus películas favoritas usando los hashtags #OscarsFanFavorite y #OscarsCheerMoment, con hasta 20 tuits cada día por usuario. También se pudieron presentar películas no nominadas a un premio de la Academia. El concurso comenzó el 14 de febrero de 2022 y finalizó el 3 de marzo de 2022, y los cinco finalistas del Oscar Cheer Moment se anunciaron el 24 de febrero de 2022.
El concurso provocó una reacción mixta a negativa, con algunos críticos viéndolo como una variación de la categoría "Película Popular" propuesta para la 91.ª ceremonia, y otros viéndolo como un premio de consolación forzado y amañado para reconocer a Spider-Man: No Way Home y su desempeño en taquilla, después de que Jimmy Kimmel y el cineasta Kevin Smith criticaron a la Academia por rechazar la película en las nominaciones a Mejor Película. The View de ABC , Joy Behar, Whoopi Goldberg, Sara Haines y Ana Navarro, se encontraban entre los que criticaron el concurso; Behar dijo: "Ya tenemos the People's Choice Awards, donde todo el mundo da su opinión, gente en Twitter y lo que sea. Creo que es suficiente." 
Mark Donaldson de Screen Rant escribió que la decisión de introducir esta categoría "amplía el abismo entre los votantes de la Academia y los cinéfilos. Por ejemplo, además de presentar a Benedict Cumberbatch en ambas películas, The Power of the Dog está a millas de distancia de No Way Home. Así es como debería ser, debería haber espacio para el cine de autor y comercial. Sin embargo, Spider-Man: No Way Home, ganadora de Fan Favorite y la nueva película de Cumberbatch, ganadora de Mejor Película, afianzaría aún más la división entre el arte y el comercio dentro de la cultura cinematográfica".
El 18 de febrero de 2022, Deadline Hollywood informó que Cenicienta de Amazon/Sony lideraba la votación. Otros contendientes en ese momento incluían Minamata (2020), Army of the Dead, Spider-Man: No Way Home, Tick, Tick... ¡BOOM!, West Side Story y Zack Snyder's Justice League. El 28 de febrero de 2022, la Academia reveló que cuatro de esas películas llegaron a la clasificación, junto con cinco nuevos contendientes: Dune, Malignant, The Power of the Dog, Sing 2 y The Suicide Squad. Tres días después, Variety informó que Spider-Man: No Way Home era el claro favorito para ganar el premio según una encuesta de Morning Consult.
El 24 de febrero de 2022, el concurso anunció los cinco finalistas del Oscars Cheer Moment, los cuales fueron los siguientes:
- The Flash Speed Force – Zack Snyder's Justice League (2021)
- Avengers Assemble – Avengers: Endgame (2019)
- Effie White's "And I Am Telling You I'm Not Going" – Dreamgirls (2006)
- Neo Dodging Bullets – The Matrix (1999)
- Spider-Man Team Up! – Spider-Man: No Way Home (2021)

A su vez, el mismo día de la ceremonia se anunció a los cinco finalistas del Oscars Fan Favorite, los cuales fueron los siguientes:
- Army of the Dead – Zack Snyder (2021)
- Cenicienta – Kay Cannon (2021)
- Minamata – Andrew Levitas (2020)
- Spider-Man: No Way Home – Jon Watts (2021)
- Tick, Tick... Boom! – Lin-Manuel Miranda (2021)

### Esfuerzo por acortar la ceremonia
El 22 de febrero de 2022, la Academia anunció que no se transmitirán las presentaciones y aceptaciones de ocho categorías (Cortometraje de Animación, Cortometraje Documental, Montaje, Cortometraje de Acción Real, Maquillaje y Peluquería, Banda Sonora, Diseño de Producción y Sonido) en vivo y, en cambio, serán pregrabados una hora antes del comienzo de la transmisión, en un intento de "permitir más tiempo para la comedia, clips de películas y números musicales" y acortar la ceremonia. Se había intentado un movimiento similar para los 91.ª  Premios de la Academia en 2019, pero se revirtió después de recibir una recepción negativa.
The Hollywood Reporter dijo más tarde que la decisión se tomó bajo la presión de los ejecutivos de ABC, quienes inicialmente habían exigido que 12 de las 23 categorías se retiraran de la transmisión en vivo, bajo la posible sanción de no transmitir la ceremonia si no se hacían cortes; un miembro del comité de gobierno de la Academia afirmó que el acuerdo posterior para eliminar ocho categorías se alcanzó luego de negociaciones.

## Programa
| Fecha                | Evento                                             |
| -------------------- | -------------------------------------------------- |
| 27 de enero de 2022  | Inicio del período de votación de las nominaciones |
| 1 de febrero de 2022 | Cierre del período de votación de las nominaciones |
| 8 de febrero de 2022 | Anuncio de los nominados                           |
| 7 de marzo de 2022   | Almuerzo de los nominados                          |
| 17 de marzo de 2022  | Comienzo de la votación final                      |
| 22 de marzo de 2022  | Finalización de la votación final                  |
| 25 de marzo de 2022  | Premio de los Gobernadores                         |
| 27 de marzo de 2022  | 94.ª entrega de los Premios de la Academia         |

## Nominaciones
El 8 de febrero de 2022, los nominados a la 94.ª edición de los Premios de la Academia, fueron anunciados por los actores Tracee Ellis Ro y Leslie Jordan; el anuncio fue trasmitido a través de la página web de la organización, junto con las cuentas de Twitter, YouTube y Facebook de la Academia. El programa matutino Good Morning America de ABC; ABC News Live y la plataforma streaming Hulu, también transmitieron la ceremonia de nominación.
The Power of the Dog se convirtió en la primera película dirigida por una mujer en recibir más de diez nominaciones; mientras que su directora, Jane Campion, es la primera mujer en recibir más de una nominación al Óscar en la categoría de Mejor dirección, el cual la neozelandesa se impuso convirtiéndose en la tercera mujer en ganar la categoría, tras el triunfo de Chloé Zhao en la edición pasada, la película de Campion también se convirtió en la primera película en ganar solamente la categoría de Mejor dirección, desde The Graduate en 1967. CODA es la primera película protagonizada por un elenco predominantemente sordo en papeles principales, en ganar a Mejor Película; también se convirtió  en la sexta película en ganar dicha categoría sin recibir una nominación a Mejor dirección desde Green Book en 2018 y es la segunda adaptación o remake de una obra cinematográfica previa en alzarse con la categoría principal, desde The Departed en 2006; entre su elenco, Troy Kotsur es el primer actor masculino sordo en recibir una nominación en la categoría de Mejor Actor de Reparto. Es el segundo actor sordo en general en recibir una nominación como actor, después de la coprotagonista de CODA, Marlee Matlin, quien ganó en la categoría de Mejor Actriz por Children of a Lesser God en el año 1987.
Drive My Car es la primera película japonesa en ser nominada a Mejor Película, por su parte lograría ser nominada simultáneamente en la categoría principal y la de Mejor película internacional, siendo la séptima producción de habla no inglesa en lograr dicha hazaña,  mientras que su director, Ryusuke Hamaguchi, es el tercer director japonés en ser nominado a Mejor Director. Flee es la primera película en ser nominada en las categorías de Mejor película de Animación, Mejor película Internacional y Mejor largometraje Documental de manera simultánea. Kenneth Branagh es el primer individuo en haber sido nominado en un total de siete categorías diferentes, entre las cuales destacan sus dos nominaciones de Mejor Película y Mejor Guion Original para Belfast. 
La canción «Dos Oruguitas» de la película Encanto, se convierte en la segunda canción completamente en español en ser nominada a un premio de la Academia en la categoría de Mejor Canción Original; siendo la primera "Al otro lado del río", interpretada y creada por Jorge Drexler para la cinta Diarios de motocicleta, la cual ganó el Óscar en el año 2005.
West Side Story de Steven Spielberg es la segunda adaptación remake de un largometraje ganador en la categoría de Mejor Película en ser nominado para el mismo premio, después de Mutiny on the Bounty en el año 1963. Con su nominación a Mejor Película, Spielberg es la persona más nominada en la categoría con once películas. La nominación a Mejor Director de Spielberg también lo convierte en el primer cineasta nominado en esa categoría en seis décadas consecutivas. Paul Tazewell se convirtió en el primer diseñador de vestuario afroamericano masculino en ser nominado a Mejor Diseño de Vestuario por su trabajo en West Side Story.
Licorice Pizza de Paul Thomas Anderson es la primera película de MGM totalmente producida, comercializada y distribuida en ser nominada a Mejor Película en 33 años, después de la ganadora a Mejor Película en el año 1988, Rain Man. 
Habiendo protagonizado Don't Look Up y Nightmare Alley, Cate Blanchett es la primera actriz en la historia en tener papeles acreditados en nueve películas nominadas a Mejor Película, superando el récord de  Olivia de Havilland con ocho. Las nominaciones de Olivia Colman y Jessie Buckley por The Lost Daughter marcan solo la tercera vez que dos personas han sido nominadas por interpretar al mismo personaje en la misma película. Las nominaciones de Kristen Stewart (Spencer) y Ariana DeBose (West Side Story) marcan la primera vez que dos actores abiertamente LGBT son nominados en un mismo año. Esta también marca la primera vez en que dos parejas son nominadas en el mismo año, Penélope Cruz y Javier Bardem (Cruz por Madres paralelas y Bardem por Being the Ricardos), así como Kirsten Dunst y Jesse Plemons (ambos por The Power of the Dog), sus nominaciones colectivas abarcan las cuatro categorías de actuación.
Esta edición también marca la primera vez en dos décadas y la segunda vez desde la 78.ª entrega de los Premios de la Academia en 2006 que todas las nominadas en la categoría de Mejor Actriz no protagonizaron una de las películas nominadas a Mejor Película.

### Premios
Indica el ganador dentro de cada categoría, mostrado al principio y resaltado en negritas. A continuación se listan los nominados al Óscar:

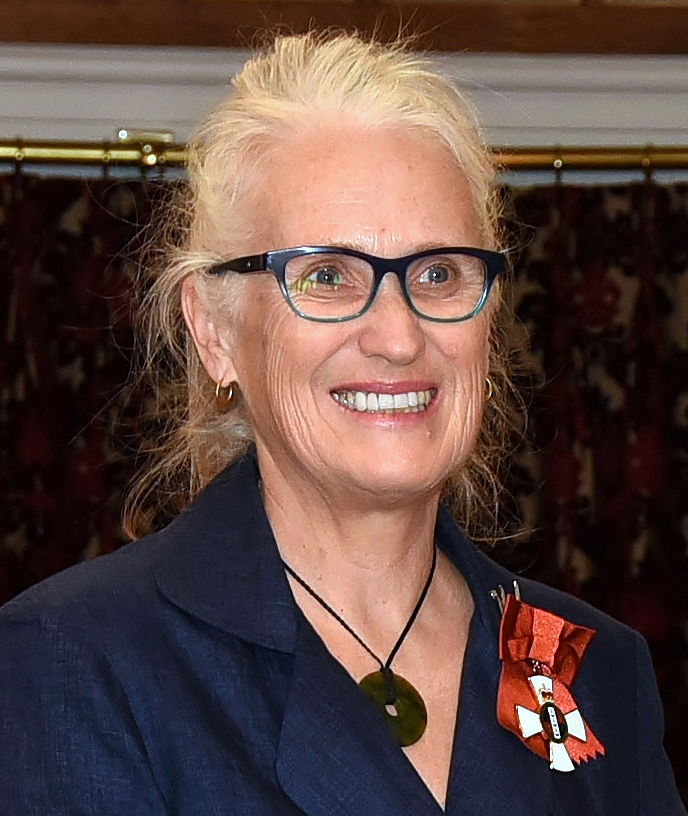
Jane Campion, Ganadora del Óscar a mejor dirección por The Power of the Dog.

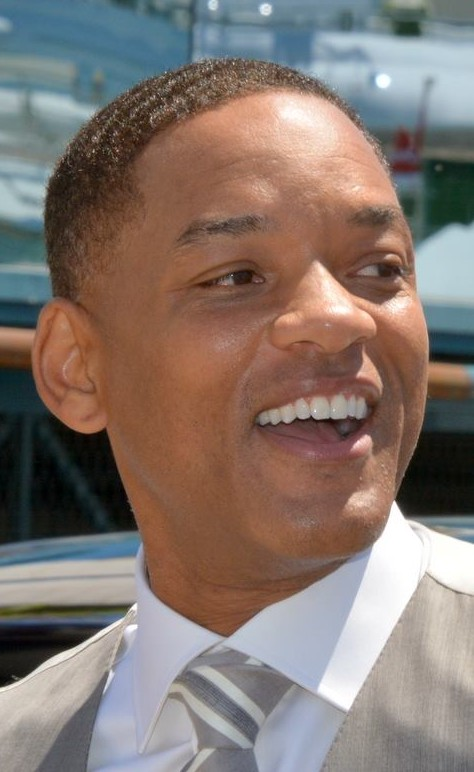
Will Smith, Ganador del Óscar a mejor actor por King Richard.

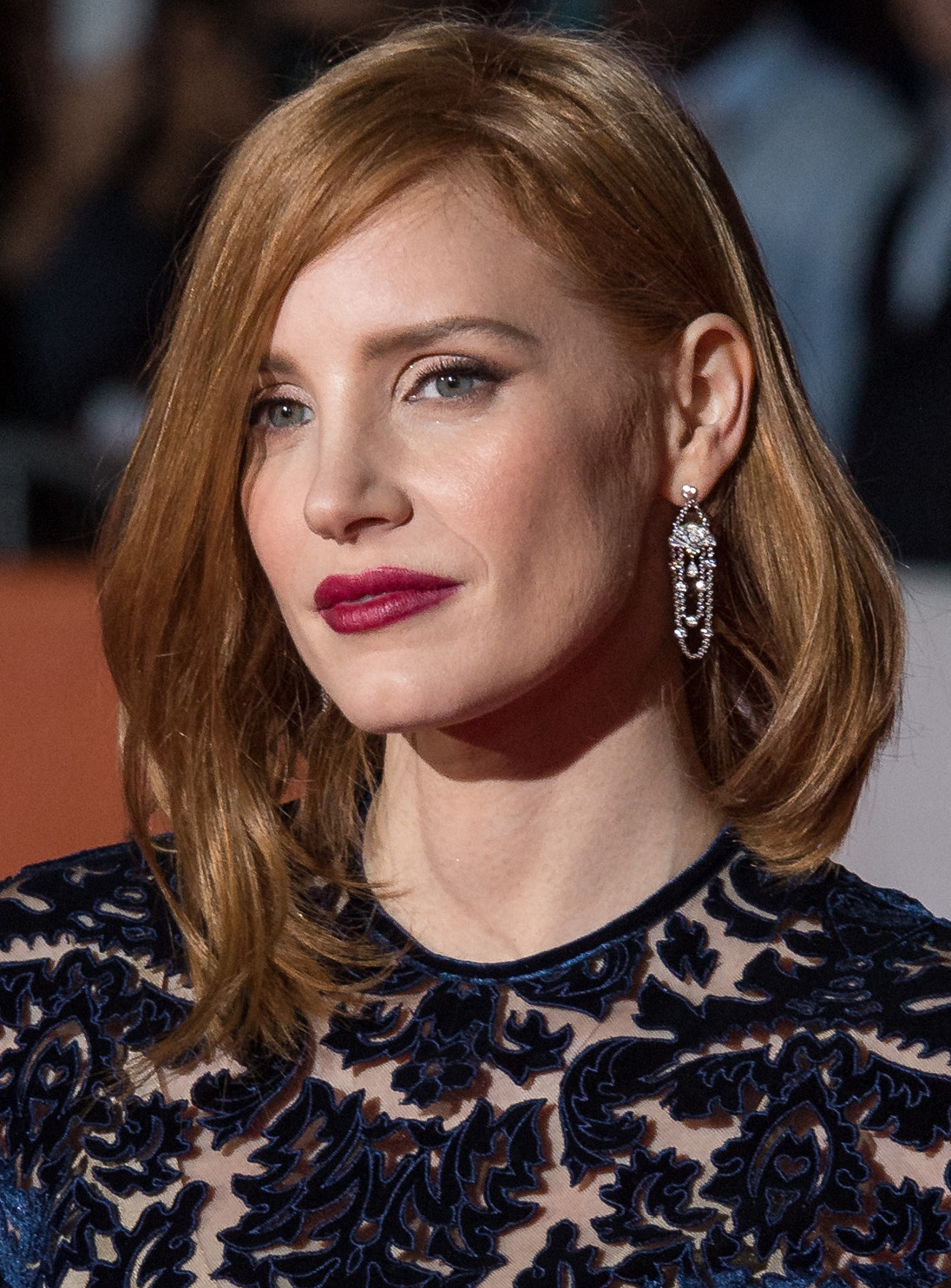
Jessica Chastain, Ganadora del Óscar a mejor actriz por The Eyes of Tammy Faye.

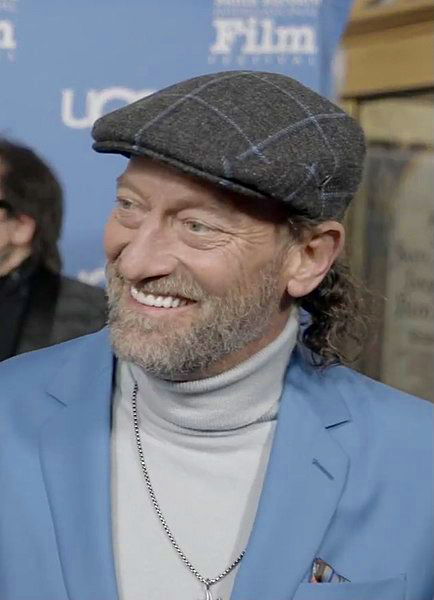
Troy Kotsur, Ganador de Óscar a mejor actor de reparto por CODA.

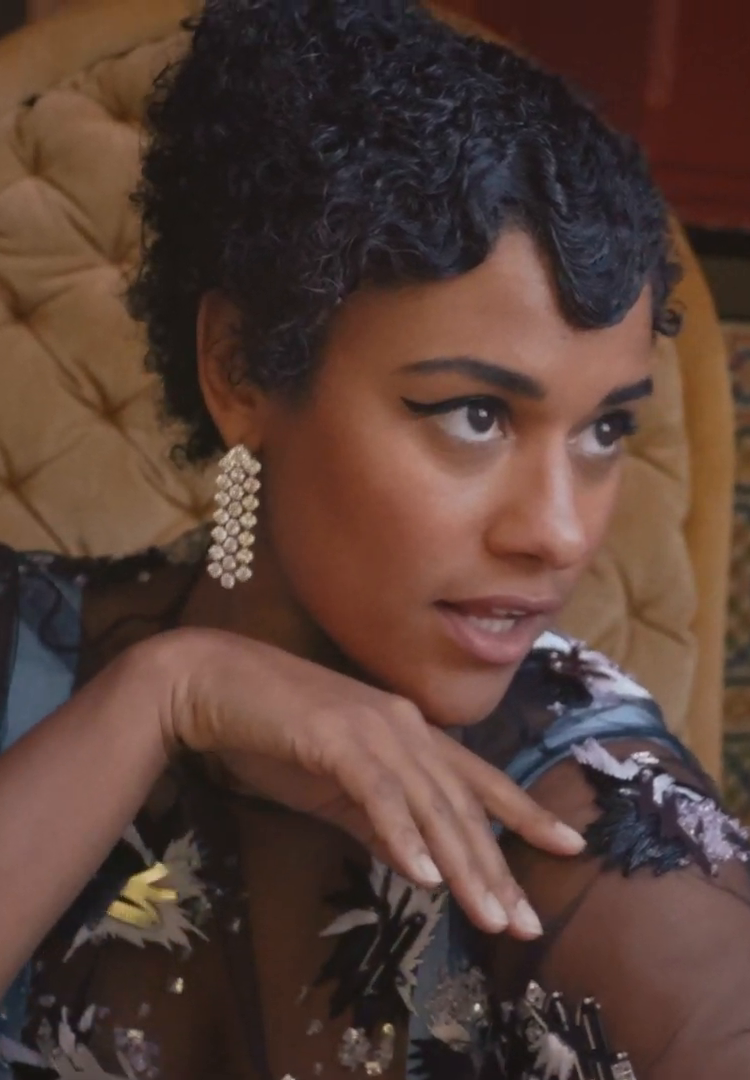
Ariana DeBose, Ganadora del Óscar a mejor actriz de reparto por West Side Story.

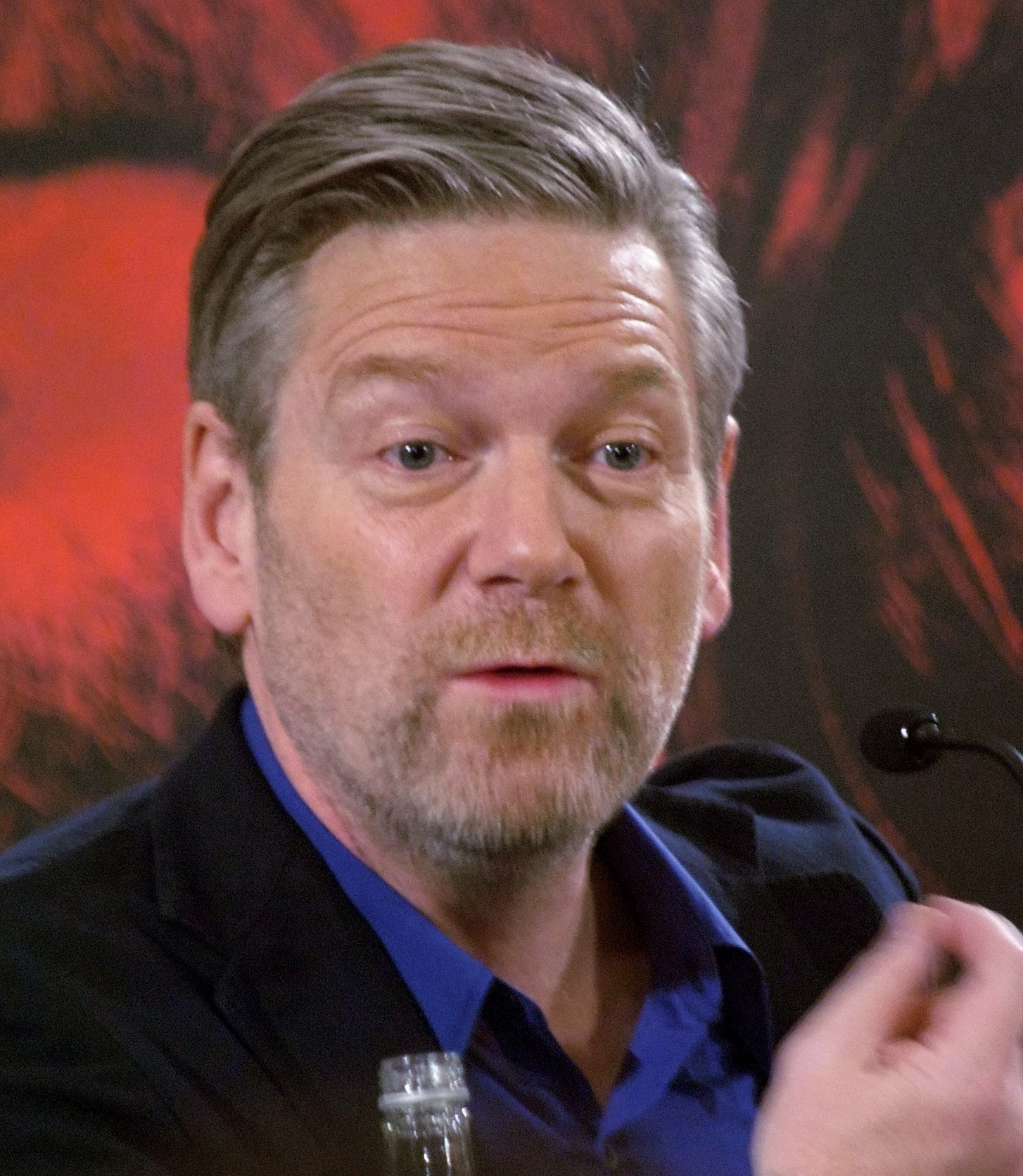
Kenneth Branagh, Ganador del Óscar a mejor guion original por Belfast.

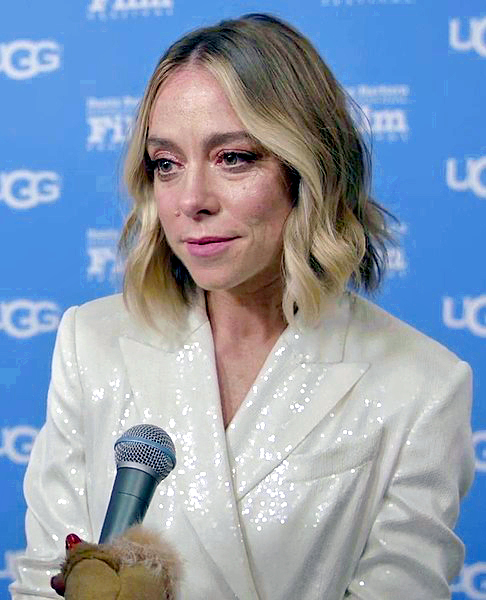
Sian Heder, Ganadora del Óscar a mejor guion adaptado por CODA.

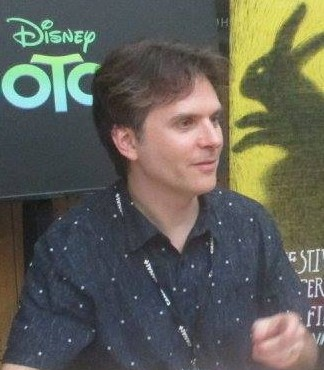
Byron Howard, Co-ganador del Óscar a mejor película animada por Encanto.

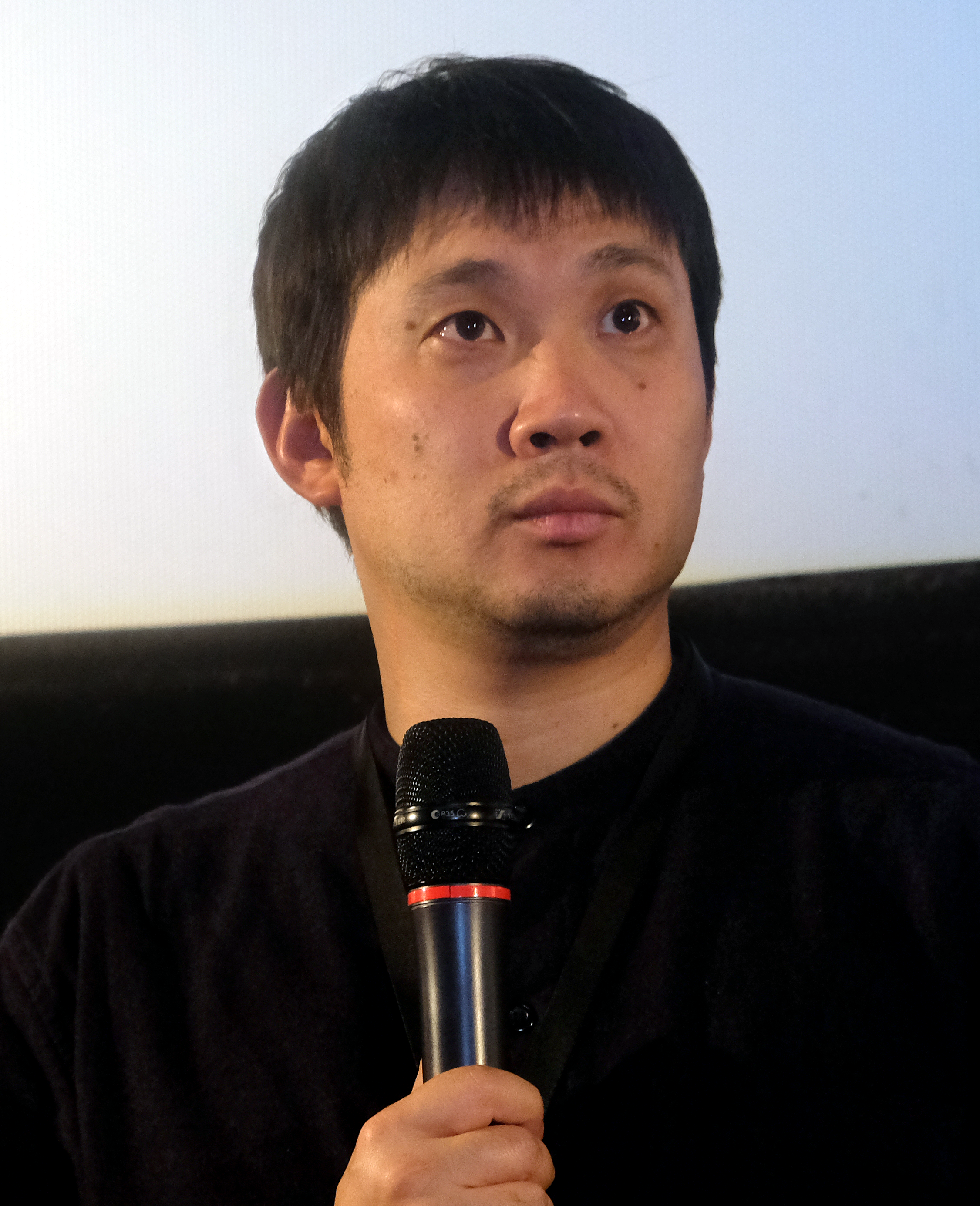
Ryūsuke Hamaguchi, Ganador del Óscar a mejor película internacional por Drive My Car.

| Mejor película Presentado por: Lady Gaga y Liza Minnelli - CODA – Philippe Rousselet, Fabrice Gianfermi y Patrick Wachsberger - Belfast – Laura Berwick, Kenneth Branagh, Becca Kovacik y Tamar Thomas - Don't Look Up – Adam McKay y Kevin Messick - Drive My Car – Teruhisa Yamamoto - Dune – Mary Parent, Denis Villeneuve y Cale Boyter - King Richard – Tim White, Trevor White y Will Smith - Licorice Pizza – Sara Murphy, Adam Somner y Paul Thomas Anderson - Nightmare Alley – Guillermo del Toro, J. Miles Dale y Bradley Cooper - The Power of the Dog – Jane Campion, Tanya Seghatchian, Emile Sherman, Iain Canning y Roger Frappier - West Side Story – Steven Spielberg y Kristie Macosko Krieger | Mejor director Presentado por: Kevin Costner - Jane Campion – The Power of the Dog - Kenneth Branagh – Belfast - Ryūsuke Hamaguchi – Drive My Car - Paul Thomas Anderson – Licorice Pizza - Steven Spielberg – West Side Story |
| Mejor actor Presentado por: John Travolta, Samuel L. Jackson y Uma Thurman - Will Smith – King Richard como Richard Williams - Javier Bardem – Being the Ricardos como Desi Arnaz - Benedict Cumberbatch – The Power of the Dog como Phil Burbank - Andrew Garfield – Tick, Tick... BOOM! como Jonathan Larson - Denzel Washington – The Tragedy of Macbeth como Lord Macbeth | Mejor actriz Presentado por: Anthony Hopkins - Jessica Chastain – The Eyes of Tammy Faye como Tammy Faye Bakker - Olivia Colman – The Lost Daughter como Leda Caruso - Penélope Cruz – Madres paralelas como Janis Martínez Moreno - Nicole Kidman – Being the Ricardos como Lucille Ball - Kristen Stewart – Spencer como Diana, Princesa de Gales |
| Mejor actor de reparto Presentado por: Youn Yuh-jung - Troy Kotsur – CODA como Frank Rossi - Ciarán Hinds – Belfast como "Pop" - Jesse Plemons – The Power of the Dog como George Burbank - J. K. Simmons – Being the Ricardos como William Frawley - Kodi Smith-McPhee – The Power of the Dog como Peter Gordon | Mejor actriz de reparto Presentado por: Daniel Kaluuya y H.E.R. - Ariana DeBose – West Side Story como Anita - Jessie Buckley – The Lost Daughter como la joven Leda Caruso - Judi Dench – Belfast como "Granny" - Kirsten Dunst – The Power of the Dog como Rose Gordon - Aunjanue Ellis – King Richard como Orance "Brandy" Price |
| Mejor guion original Presentado por: Elliot Page, Jennifer Garner y J. K. Simmons - Belfast – Kenneth Branagh - Don't Look Up – Adam McKay; historia de Adam McKay y David Sirota - King Richard – Zach Baylin - Licorice Pizza – Paul Thomas Anderson - The Worst Person in the World – Eskil Vogt y Joachim Trier | Mejor guion adaptado Presentado por: Shawn Mendes y Tracee Ellis Ross - CODA – Sian Heder; basado en la película La familia Bélier de Victoria Bedos, Thomas Bidegain, Stanislas Carré de Malberg y Éric Lartigau - Drive My Car – Ryūsuke Hamaguchi y Takamase Oe; basado en el cuento de Haruki Murakami - Dune – Jon Spaihts, Denis Villeneuve y Eric Roth; basado en la novela de Frank Herbert - The Lost Daughter – Maggie Gyllenhaal; basado en la novela de Elena Ferrante - The Power of the Dog – Jane Campion; basado en la novela de Thomas Savage |
| Mejor película de animación Presentado por: Halle Bailey, Lily James, y Naomi Scott - Encanto – Jared Bush, Byron Howard, Yvett Merino y Clark Spencer - Flee – Jonas Poher Rasmussen, Monica Hellström, Signe Byrge Sørensen y Charlotte De La Gournerie - Luca – Enrico Casarosa y Andrea Warren - The Mitchells vs. The Machines – Mike Rianda, Phil Lord, Christopher Miller y Kurt Albrecht - Raya and the Last Dragon – Don Hall, Carlos López Estrada, Osnar Shurer y Peter Del Vechi | Mejor película internacional Presentado por: Simu Liu y Tiffany Haddish - Drive My Car (Japón) – Ryūsuke Hamaguchi - Flee (Dinamarca) – Jonas Poher Rasmussen - The Hand of God (Italia) – Paolo Sorrentino - Lunana: A Yak in the Classroom (Bután) – Pawo Choyning Dorji - The Worst Person in the World (Noruega) – Joachim Trier |
| Mejor largometraje documental Presentado por: Chris Rock - Summer of Soul (...Or, When the Revolution Could Not Be Televised) – Questlove, Joseph Patel, Robert Fyvolent y David Dinerstein - Ascension – Jessica Kingdon, Kira Simon-Kennedy y Nathan Truesdell - Attica – Stanley Nelson y Traci A. Curry - Flee – Jonas Poher Rasmussen, Monica Hellström, Signe Byrge Sørensen y Charlotte De La Gournerie - Writing with Fire – Rintu Thomas y Sushmit Ghosh | Mejor cortometraje documental Presentado por: Jason Momoa y Josh Brolin - The Queen of Basketball – Ben Proudfoot - Audible – Matthew Ogens y Geoff McLean - Lead Me Home – Pedro Kos y Jon Shenk - Three Songs for Benazir – Elizabeth Mirzaei y Gulistan Mirzaei - When We Were Bullies – Jay Rosenblatt |
| Mejor cortometraje Presentado por: Jason Momoa y Josh Brolin - The Long Goodbye – Aneil Karia y Riz Ahmed - Ala Kachuu - Take and Run – Maria Brendle y Nadine Lüchinger - The Dress – Tadeusz Łysiak y Maciej Ślesicki - On My Mind – Martin Strange-Hansen y Kim Magnusson - Please Hold – K.D. Dávila y Levin Menekse | Mejor cortometraje animado Presentado por: Jason Momoa y Josh Brolin - El limpiaparabrisas – Alberto Mielgo y Leo Sanchez - Affairs of the Art – Joanna Quinn y Les Mills - Bestia – Hugo Covarrubias y Tevo Díaz - Boxballet – Anton Dyakov - Robin Robin – Dan Ojari y Mikey Please |
| Mejor banda sonora Presentado por: Jason Momoa y Josh Brolin - Dune – Hans Zimmer - Don't Look Up – Nicholas Britell - Encanto – Germaine Franco - Madres paralelas – Alberto Iglesias - The Power of the Dog – Jonny Greenwood | Mejor canción original Presentado por: Jake Gyllenhaal y Zoë Kravitz - "No Time to Die" de No Time to Die – Letra y música: Billie Eilish y Finneas O'Connell - "Be Alive" de King Richard – Letra y música: Beyoncé y DIXSON - "Dos Oruguitas" de Encanto – Letra y música: Lin-Manuel Miranda - "Down to Joy" de Belfast – Letra y música: Van Morrison - "Somehow You Do" de Four Good Days – Letra y música: Diane Warren |
| Mejor sonido Presentado por: Jason Momoa y Josh Brolin - Dune – Mac Ruth, Mark Mangini, Theo Green, Doug Hemphill, Ron Bartlett - Belfast – Denise Yarde, Simon Chase, James Mather, Niv Adiri - No Time to Die – Simon Hayes, Oliver Tarney, James Harrison, Paul Massey, Mark Taylor - The Power of the Dog – Richard Flynn, Robert Mackenzie, Tara Webb - West Side Story – Tod A. Maitland, Gary Rydstrom, Brian Chumney, Andy Nelson, Shawn Murphy | Mejor fotografía Presentado por: Rosie Perez, Wesley Snipes y Woody Harrelson - Dune – Greig Fraser - Nightmare Alley – Dan Laustsen - The Power of the Dog – Ari Wegner - The Tragedy of Macbeth – Bruno Delbonnel - West Side Story – Janusz Kaminski |
| Mejor diseño de producción Presentado por: Jason Momoa y Josh Brolin - Dune – Diseño de Producción: Patrice Vermette. Decorados: Zsuzsanna Sipos - Nightmare Alley – Diseño de Producción: Tamara Deverell. Decorados: Shane Vieau - The Power of the Dog – Diseño de Producción: Grant Major. Decorados: Amber Richards - The Tragedy of Macbeth – Diseño de Producción: Stefan Dechant. Set Decoration: Nancy Haigh - West Side Story – Diseño de Producción: Adam Stockhausen. Decorados: Rena DeAngelo | Mejor montaje Presentado por: Jason Momoa y Josh Brolin - Dune – Joe Walker - Don't Look Up – Hank Corwin - King Richard – Pamela Martin - The Power of the Dog – Peter Sciberras - Tick, Tick... BOOM! – Myron Kerstein y Andrew Weisblum |
| Mejor diseño de vestuario Presentado por: Lupita Nyong'o y Ruth E. Carter - Cruella – Jenny Beavan - Cyrano – Massimo Cantini Parrini y Jacqueline Durran - Dune – Jacqueline West y Robert Morgan - Nightmare Alley – Luis Sequeire - West Side Story – Paul Tazewell | Mejor maquillaje y peluquería Presentado por: Jason Momoa y Josh Brolin - The Eyes of Tammy Faye – Linda Dowds, Stephanie Ingram, y Justin Raleigh - Coming 2 America – Mike Marino, Stacey Morris, y Carla Farmer - Cruella – Nadia Stacey, Naomi Donne, y Julia Vernon - Dune – Donald Mowat, Love Larson, y Eva von Bahr - House of Gucci – Göran Lundström, Anna Carin Lock, y Frederic Aspiras |
| Mejores efectos visuales Presentado por: Jacob Elordi y Rachel Zegler - Dune – Paul Lambert, Tristan Myles, Brian Connor, y Gerd Nefzer - Free Guy – Swen Gillberg, Bryan Grill, Nikos Kalaitzidis, y Dan Sudick - No Time To Die – Charlie Noble, Joel Green, Jonathan Fawkner, y Chris Corbould - Shang-Chi and the Legend of the Ten Rings – Christopher Townsend, Joe Farrel, Sean Noel Walker, y Dan Oliver - Spider-Man: No Way Home – Kelly Port, Chris Waegner, Scott Edelstein, y Dan Sudick. | |

### Premios de los Gobernadores
El 24 de junio de 2021, la Academia anunció a los ganadores de la 12.ª ceremonia anual de los Premios de los Gobernadores, programada originalmente para el 15 de enero de 2022. Sin embargo, el 22 de diciembre de 2021, la entrega de los premios se pospuso debido a las preocupaciones pandémicas de COVID-19 relacionadas con el aumento generalizado de casos de la variante Ómicron. En la ceremonia, la cual se llevó a cabo el 25 de marzo del 2022, se entregarón los siguientes premios:

#### Óscar Honorífico
- Samuel L. Jackson
- Elaine May
- Liv Ullmann

#### Premio Humanitario Jean Hersholt
- Danny Glover

### Películas con múltiples nominaciones
| Película                      | Nominaciones | Premios |
| ----------------------------- | ------------ | ------- |
| The Power of the Dog          | 12           | 1       |
| Dune                          | 10           | 6       |
| Belfast                       | 7            | 1       |
| West Side Story               | 7            | 1       |
| King Richard                  | 6            | 1       |
| Drive My Car                  | 4            | 1       |
| Don't Look Up                 | 4            | 0       |
| Nightmare Alley               | 4            | 0       |
| CODA                          | 3            | 3       |
| No Time to Die                | 3            | 1       |
| Encanto                       | 3            | 1       |
| Flee                          | 3            | 0       |
| Licorice Pizza                | 3            | 0       |
| The Lost Daughter             | 3            | 0       |
| Being the ricardos            | 3            | 0       |
| The Tragedy of Mcbeth         | 3            | 0       |
| The Eyes of Tammy Faye        | 2            | 2       |
| Cruella                       | 2            | 1       |
| Madres paralelas              | 2            | 0       |
| tick, tick... BOOM!           | 2            | 0       |
| The Worst Person in the World | 2            | 0       |

### Películas con múltiples estatuillas
| Película               | Premios |
| ---------------------- | ------- |
| Dune                   | 6       |
| CODA                   | 3       |
| The Eyes of Tammy Faye | 2       |

## Controversias

### Categorías pregrabadas
La eliminación de categorías de la transmisión en vivo nuevamente fue recibida con una reacción violenta, al igual que la propuesta desechada similar para los 91.º Premios de la Academia en 2019. Poco después de que se anunciara la decisión, el comediante Patton Oswalt calificó la medida de «tonta e irrespetuosa» para los ganadores de las categorías afectadas y el editor de Variety, Jazz Tangcay, lo calificó como un «insulto al arte del cine».
Posteriormente, varias figuras destacadas de la industria del entretenimiento expresaron su oposición. Steven Spielberg mostró su preocupación y decepción con la decisión en un comunicado, diciendo: «Creo firmemente que este es quizás el medio más colaborativo del mundo. Todos nosotros hacemos películas juntos, nos convertimos en una familia donde el oficio de uno es tan indispensable como el siguiente... Siento que en los Premios de la Academia no hay nadie sobre la línea ni debajo de ella. Todos estamos en la misma línea trayendo lo mejor de nosotros para contar las mejores historias que podamos. Y eso significa que para mí todos deberíamos tener un asiento en la mesa de la cena juntos en vivo a las 5». Sin embargo, no se mostró optimista de que la Academia revertiría su decisión y dijo: «Hace años y a última hora se tomó una decisión que lo revirtió y se reincorporaron al show en vivo cuatro categorías que estaban en los cortes comerciales. Espero que se revierta, pero no anticipo una reversión y no soy optimista al respecto». Guillermo del Toro también habló en los 5.os Premios de Cine de la Asociación de Críticos de Hollywood, diciendo: «Muchos de ustedes que tienen una voz y que pueden decirlo deberían decir, 'No deberíamos hacer eso'... No deberíamos hacerlo así este año. No deberíamos hacerlo nunca, pero este año estamos juntos en esto».
Hablando en contra de la decisión de la Academia, más de 70 destacados profesionales del cine, incluidos James Cameron, Jane Campion, Guillermo del Toro, Denis Villeneuve y John Williams, emitieron una carta instando a la Academia a revertir el controvertido plan que, según argumentan, relegaría a algunos nominados al «estado de ciudadanos de segunda clase». La carta también argumenta que la decisión de entregar cinco premios técnicos y los tres premios a cortometrajes en la hora previa a la transmisión de los Oscar haría un «daño irreparable» a la reputación de los Oscar por «denigrar los propios oficios que, en sus expresiones más destacadas, hacen digno de celebración el arte del cine». Además, la nominada a Mejor actriz (y eventual ganadora) Jessica Chastain anunció su decisión de saltarse la alfombra roja y otra prensa para asegurarse de estar en el teatro durante la entrega al premio a mejor maquillaje y peluquería para apoyar al equipo que trabajó con ella en The Eyes of Tammy Faye, afirmando: «Estaré absolutamente presente cuando se anuncie la categoría de maquillaje, y si eso significa que no haré prensa en la alfombra roja o lo que sea, entonces que así sea. Lo más importante para mí es honrar a los increíbles artesanos que trabajan en nuestra industria. Mucha atención es sobre los actores, somos como la cara de alguna manera, porque vas al cine y nos ves. Mucha gente no entiende cuán más allá de un actor va una actuación».

### Controversia de Rachel Zegler
El 20 de marzo de 2022, Rachel Zegler, quien interpretó a María en la nominada a Mejor Película, West Side Story, reveló que no fue invitada a asistir a la ceremonia para apoyar a sus colegas involucrados en la película, escribiendo en un comentario en una de sus publicaciones de Instagram: «Lo he intentado todo, pero no parece estar sucediendo... Apoyaré a West Side Story desde mi sofá y estaré orgullosa del trabajo que hicimos tan incansablemente hace 3 años. Ojalá se produzca algún milagro de última hora y pueda celebrarlo con nuestra película en persona... Yo también estoy decepcionada. Pero eso está bien. Muy orgullosa de nuestra película.» Esto generó controversia en las redes sociales debido a la omisión de la invitación de Zegler a la ceremonia a pesar de la inclusión de varios presentadores invitados de fuera de la industria cinematográfica, como el patinador profesional Tony Hawk, el surfista Kelly Slater y el snowboarder Shaun White. Entertainment Weekly señaló que los estudios detrás de las películas nominadas son los que determinan las asignaciones de boletos para aquellos involucrados con los nominados a Mejor Película, con la excepción de los nominados para otras categorías y presentadores de ceremonias. El problema se resolvió al día siguiente cuando la Academia la invitó a ser presentadora, y su agenda de rodaje para la nueva versión de acción en vivo de Blancanieves de Disney se reconfiguró para permitir que Zegler viajara de Londres a Los Ángeles para asistir a la ceremonia.

### Altercado entre Will Smith y Chris Rock
Mientras estaba en el escenario para presentar el premio a mejor película documental, Chris Rock bromeó sobre el peinado corto de Jada Pinkett Smith (debido a la pérdida parcial del cabello como consecuencia de la alopecia padecida por la actriz) diciendo que estaba esperando una secuela de G.I. Jane. Segundos después, el esposo de Pinkett Smith, Will Smith, se levantó de su asiento cerca del escenario, caminó hacia Rock y lo abofeteó en la cara. Después de volver a sentarse, Smith le gritó dos veces a Rock: «¡Mantén el nombre de mi esposa fuera de tu maldita boca!».
En los Estados Unidos, la emisora de los Premios de la Academia, ABC, silenció el audio; sin embargo, las emisoras internacionales como TNT en América Latina, Seven Network en Australia y Wowow en Japón no lo hicieron. La grabación sin censura rápidamente se volvió viral en las redes sociales. Cuarenta minutos después, Smith ganó el Premio al Mejor Actor, enfocando su discurso en su sentimiento de necesidad de proteger a quienes lo rodeaban y disculpándose con la Academia, pero no con Rock. Rock se negó a presentar un informe policial, según un comunicado del Departamento de Policía de Los Ángeles.

## Presentadores y actuaciones
Las siguientes personas, presentaron un segmento o realizaron un acto musical:

### Presentadores
| Nombre                                   | Categoría                                                                                                   |
| ---------------------------------------- | --- |
| Amy Schumer Regina Hall Wanda Sykes      | Anfitrionas de la ceremonia.                                                                                |
| Serena Williams Venus Williams           | Presentadoras de la interpretación de "Be Alive"                                                            |
| DJ Khaled                                | Presentador de las anfitrionas                                                                              |
| Kelly Slater Shaun White Tony Hawk       | Presentadores del homenaje del 60 aniversario de la serie James Bond                                        |
| Stephanie Beatriz                        | Presentadora de la interpretación de "Dos Oruguitas"                                                        |
| Mila Kunis                               | Presentadora de la interpretación de "Somehow You Do"                                                       |
| John Leguizamo                           | Presentador de la interpretación de "We Don't Talk About Bruno"                                             |
| Rami Malek                               | Presentador de la interpretación de "No Time to Die"                                                        |
| Sean Combs                               | Presentador del homenaje al 50 aniversario de la Trilogía de El padrino                                     |
| Bill Murray Jamie Lee Curtis Tyler Perry | Presentadores de los tributos a Ivan Reitman, Betty White y Sidney Poitier durante la sección "In Memoriam" |
| Jill Scott                               | Discurso final del In Memoriam                                                                              |

#### Actuaciones
| Nombre                                                                                    | Papel       | Rol                                    |
| ----------------------------------------------------------------------------------------- | ----------- | -------------------------------------- |
| Beyoncé Knowles-Carter                                                                    | Intérprete  | "Be Alive" de King Richard             |
| Billie Eilish                                                                             | Intérprete  | "No Time to Die" de No Time to Die     |
| Reba McEntire                                                                             | Intérprete  | "Somehow You Do" de Four Good Days     |
| Sebastián Yatra                                                                           | Intérprete  | "Dos Oruguitas" de Encanto             |
| Adassa Stephanie Beatriz Mauro Castillo Carolina Gaitán Diane Guerrero Becky G Luis Fonsi | Intérpretes | "We Don't Talk About Bruno" de Encanto |
| The Samples                                                                               | Intérpretes | In Memoriam                            |
| DJ D-Nice                                                                                 | intérprete  | DJ de la casa                          |

La Academia declaró que Van Morrison fue invitado a interpretar su canción nominada "Down to Joy" de Belfast, pero no pudo asistir a la ceremonia debido a la agenda de su gira; por lo tanto, la canción no se interpretó en la transmisión.